# Brookfield Place (Nova Iorque)
Brookfield Place, anteriormente conhecido como World Financial Center, é um shopping center e complexo de arranha-céus, localizado na região de Lower Manhattan, Nova Iorque, Estados Unidos. É atualmente é o 175º arranha-céus mais altos do mundo, com 225 metros (739ft). Edificado na cidade de Nova Iorque, Estados Unidos, foi concluído em 1986 com 51 andares.  

## World Financial Center 2
O 225 Liberty Street, anteriormente conhecido como Two World Financial Center, é um dos arranha-céus mais altos em Nova Iorque, localizado em Liberty Street, no distrito financeiro de Manhattan. O edifício é o segundo mais alto dos quatro edifícios do complexo do World Financial Center que fica no sudoeste de Manhattan.

## World Financial Center 3
200 Vesey Street, anteriormente conhecido como Three World Financial Center e também conhecido como American Express Tower, é um arranha-céu em Lower Manhattan, Nova York. Localizado entre Vesey Street e Liberty Street, o edifício de 739 pés (225 m) é o mais alto no complexo do Brookfield Place. É similar no projeto Liberty Street 225 (anteriormente Two World Financial Center), exceto que é tampado por uma pirâmide em seu topo.

## World Financial Center 1
200 Liberty Street, É um edifício de 40 andares que atinge a altura de 577 pés (176 m). Tem uma área locável de 151.200 m². Da mesma forma que outros edifícios WFC tem um telhado único que é uma pirâmide quadrada truncada. É conectado ao resto do complexo por uma ponte sobre Liberty Street. O edifício está localizado do outro lado do World Trade Center e foi significativamente danificado nos ataques de 11 de setembro. A nuvem de poeira inicial e outras explosões quebraram muitas janelas, principalmente danificando perto do Winter Garden Atrium e outros edifícios do complexo do World Financial Center. Ele foi fechado por vários meses e reaberto em 2002 após extensa restauração. 

### História

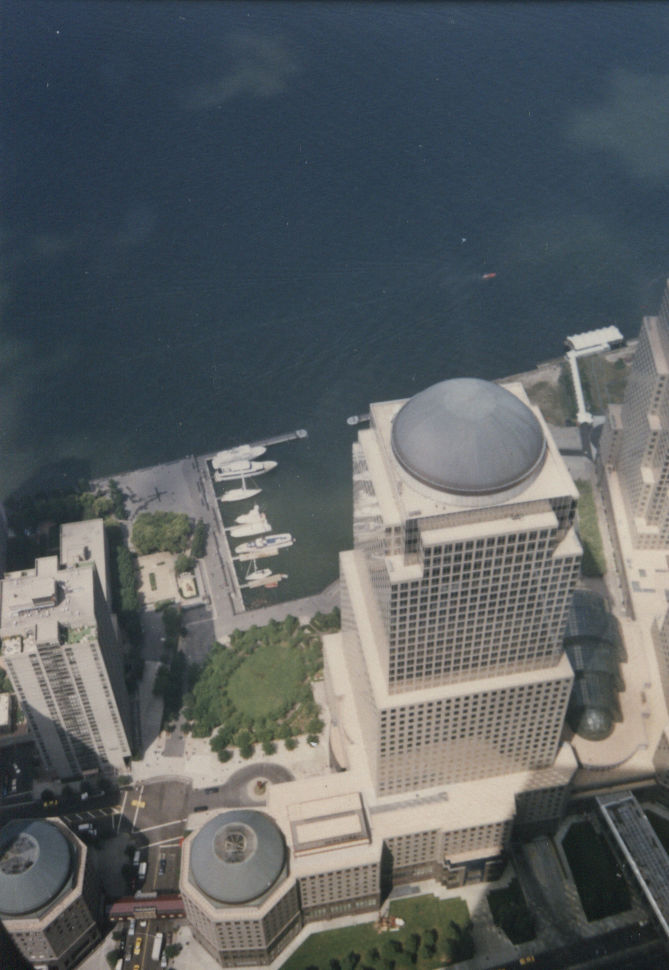
Visto do World Trade Center em Agosto de 1992

Desenhado por César Pelli, com Adamson Associates, o World Financial Center complexo em Lower Manhattan foi construído por Olympia e York entre 1982 e 1988 em aterro usado para construir Battery Park City. O material de enchimento veio de terra escavada durante a construção do World Trade Center, bem como lixo, sujeira e detritos.
Nos ataques de 11 de setembro de 2001, o WFC 2 teve um enorme pedaço de aço injetado em seu lado leste, e outros detritos danificaram severamente o lobby e os andares inferiores, fazendo com que o edifício estivesse em perigo de colapso. Desde então, foi totalmente restaurado e reparações significativas foram feitas para os outros edifícios no complexo. O Winter Garden tinha recebido grandes danos estruturais à estrutura de vidro e aço, mas foi cerimonialmente reaberto em 11 de setembro de 2002.
O World Financial Center passou por um projeto de renovação e expansão de US $ 250 milhões em conjunto com a construção de uma nova passagem leste-oeste que liga o complexo ao local do World Trade Center. Os principais elementos do projeto incluem um pavilhão de trânsito a ser construído como uma extensão do edifício de Jardim de Inverno existente, na extremidade de West Street. Os planos preliminares exigiam a demolição da Grand Staircase, que até 2001 era o principal ponto focal de acesso ao Winter Garden e à orla, uma vez que ligava-se à ponte pedonal Vesey Street adjacente ao World Trade Center original. O pavilhão de trânsito abriu no outono de 2013 e espera-se que tenha um endereço em 100 West Street.
Dentro do complexo existente, espaço disponível nos andares inferiores das torres de escritório do World Financial Center estão passando por conversões e expansão para acomodar novos varejo. Um exemplo notável é o 2 World Financial Center: um mercado de estilo europeu e um terraço de jantar aberto no outono de 2013. O espaço entre 3 e 4 WFC, na 225 Vesey Street, que costumava conter varejo, expandiu-se para acomodar o varejo em linha e Varejo de moda high-end, de acordo com os planos e renderings. Com alguns restaurantes e varejo temporariamente fechado devido à construção, um novo tribunal de caminhões de alimentos está em operação desde o início de 2012 na North End Avenue. Diversos caminhões do alimento que operam em torno de Nova Iorque, servindo uma variedade de alimentos, prestam serviços de manutenção ao WFC / Battery Park City um dia na semana durante as horas do almoço. Foi construída uma nova praça de alimentação de 2.000 restaurantes, incluindo Le District e Hudson Eats, e novos restaurantes, inaugurada em etapas entre novembro de 2014 e março de 2015; A área de alimentos é projetada para gerar cerca de US $ 12 milhões de receita anualmente. No geral, a intenção é impulsionar mais turismo na área com o varejo e o novo acesso à passagem sob West Street. Ele também está sendo desenvolvido como um catalisador para integrar e impulsionar o desenvolvimento na área Battery Park City, da qual o World Financial Center se situa prontamente entre o bairro em grande parte residencial
Brookfield comprou o prédio adjacente da One North End Avenue, sede da New York Mercantile Exchange, em 2013, para a Predefinição: US $, e integrou-a ao complexo. Após a expansão, todo o complexo do World Financial Center foi renomeado Brookfield Place, em conjunto com complexos similares em Toronto, Calgary e Perth, propriedade da Brookfield. A mudança de nome ocorreu em 2014.

### Galeria

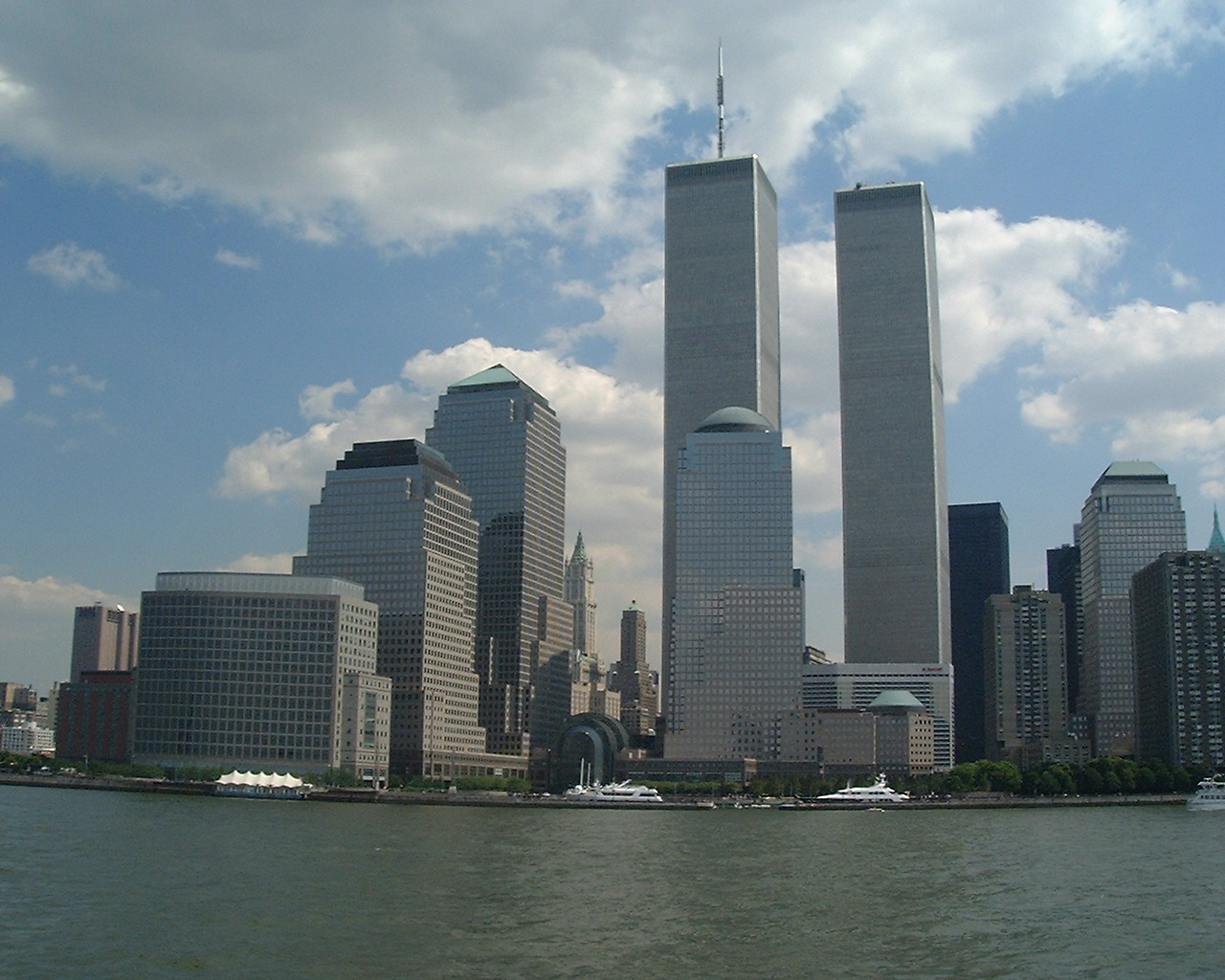
Os prédios ao lado do World Trade Center em Agosto de 2000.
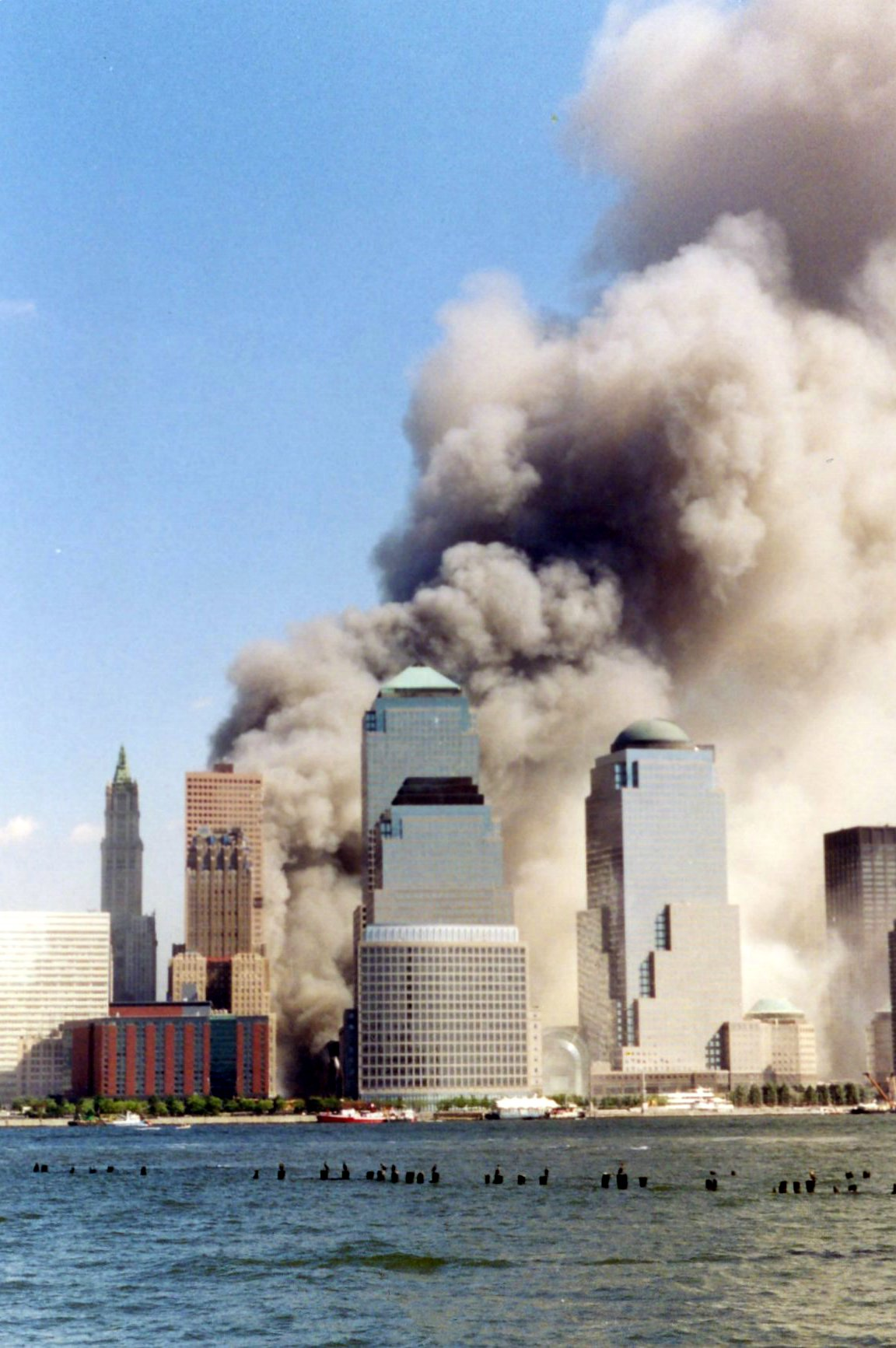
Foto tirada logo após o colapso das Torres Gêmeas em 2001.
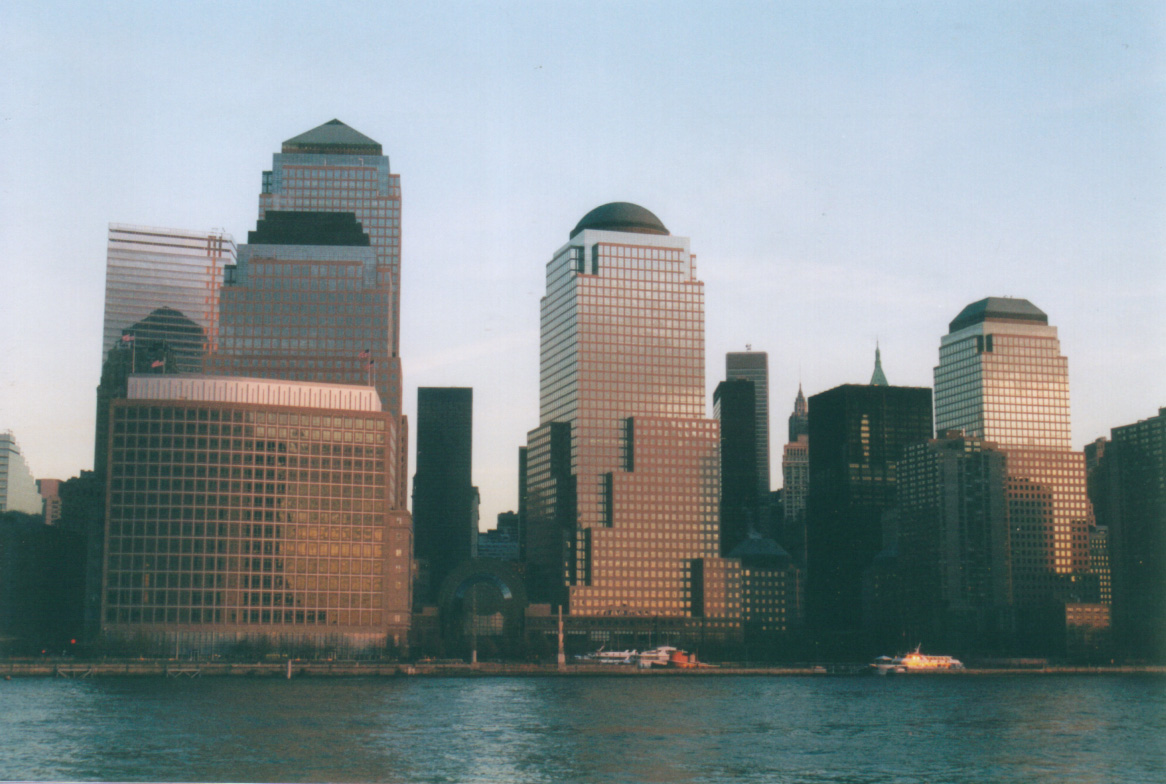
O pôr do sol refletido nas janelas do World Financial Center, em Dezembro de 2005
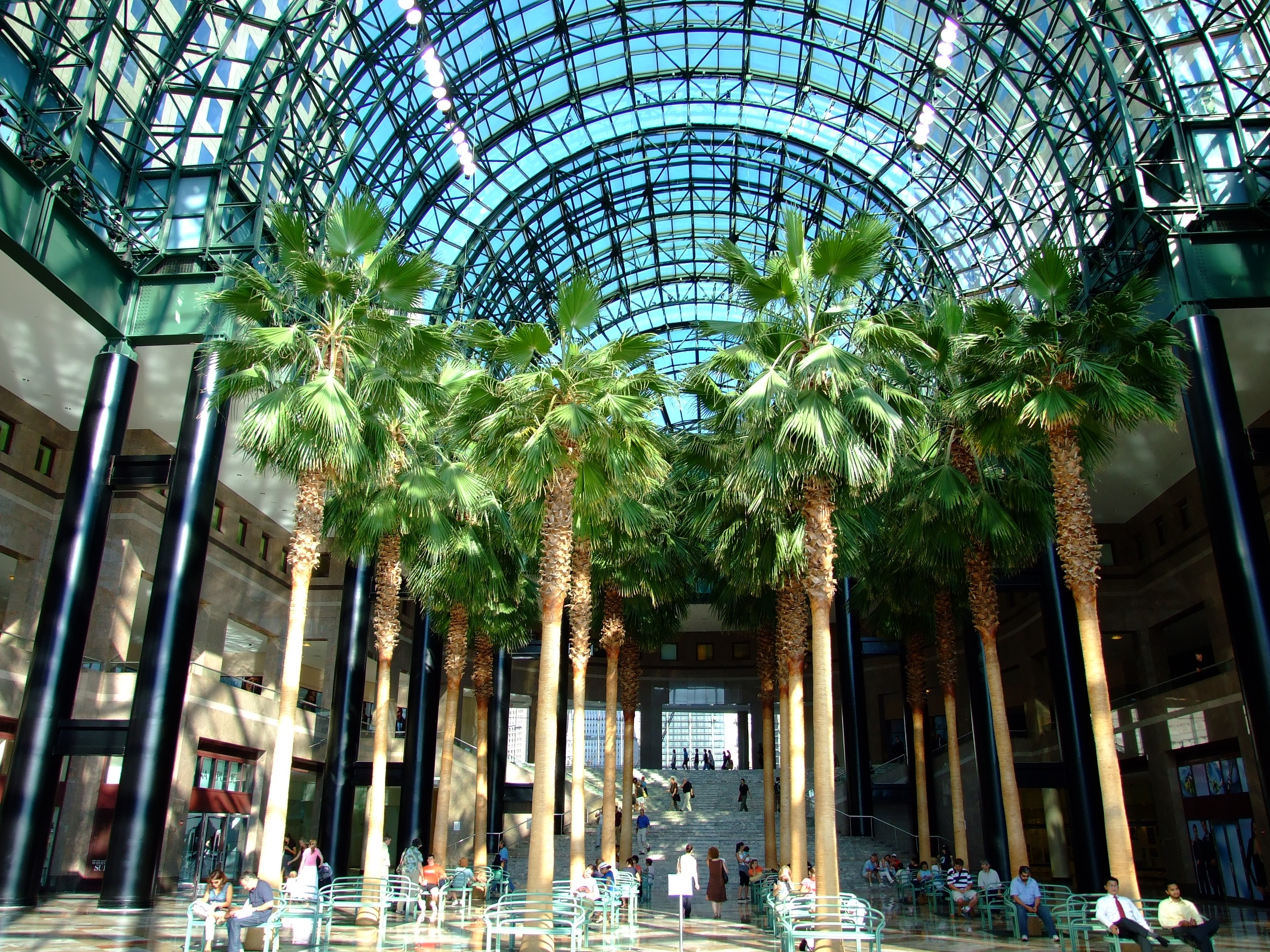
The Winter Garden, como era em Junho de 2007
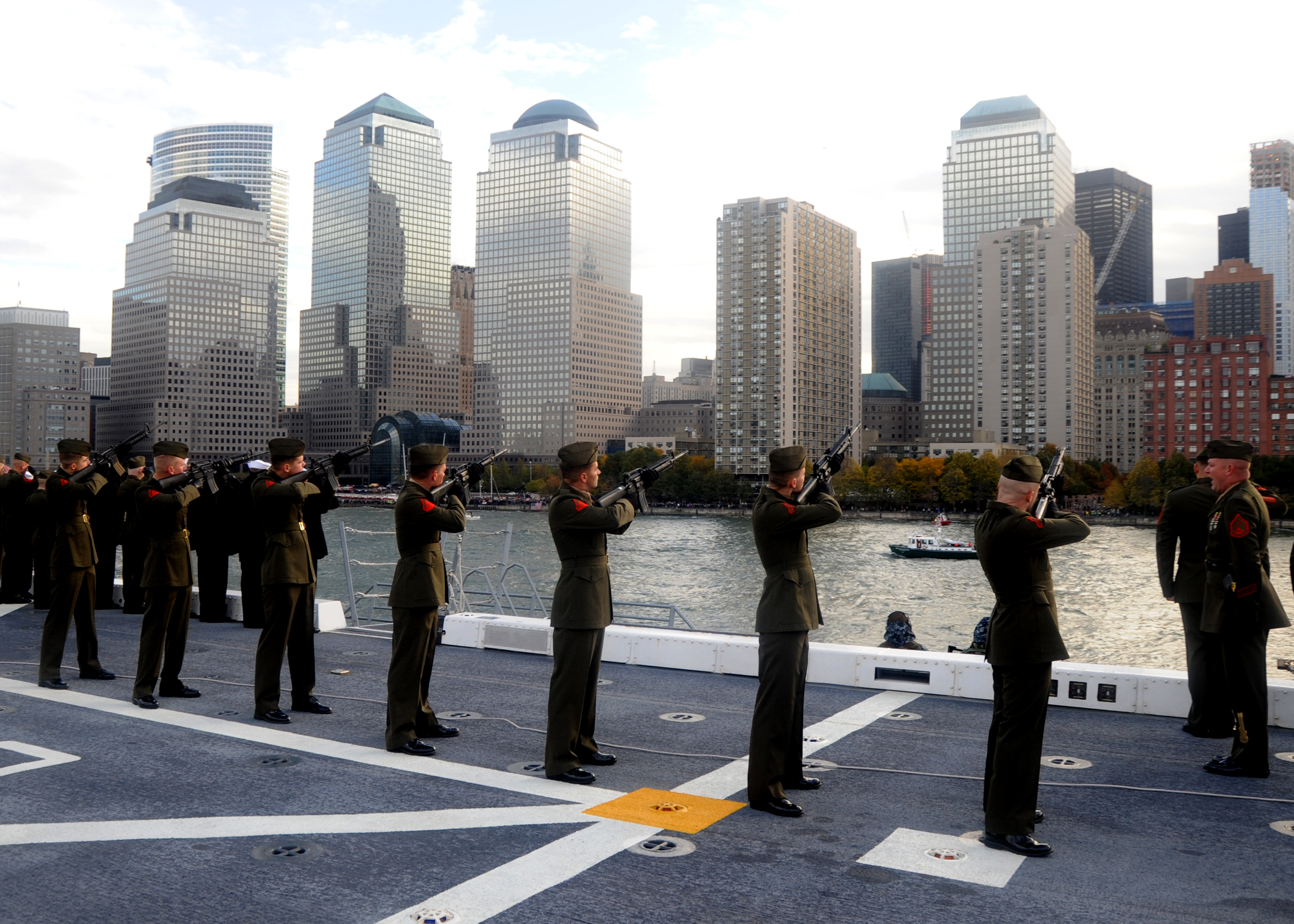
Soldados a bordo em um navio no Rio Hudson em Novembro de 2009
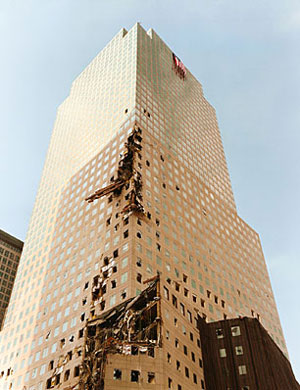
Um dos edifícios do WFC altamente danificados no dia 11 de Setembro de 2001
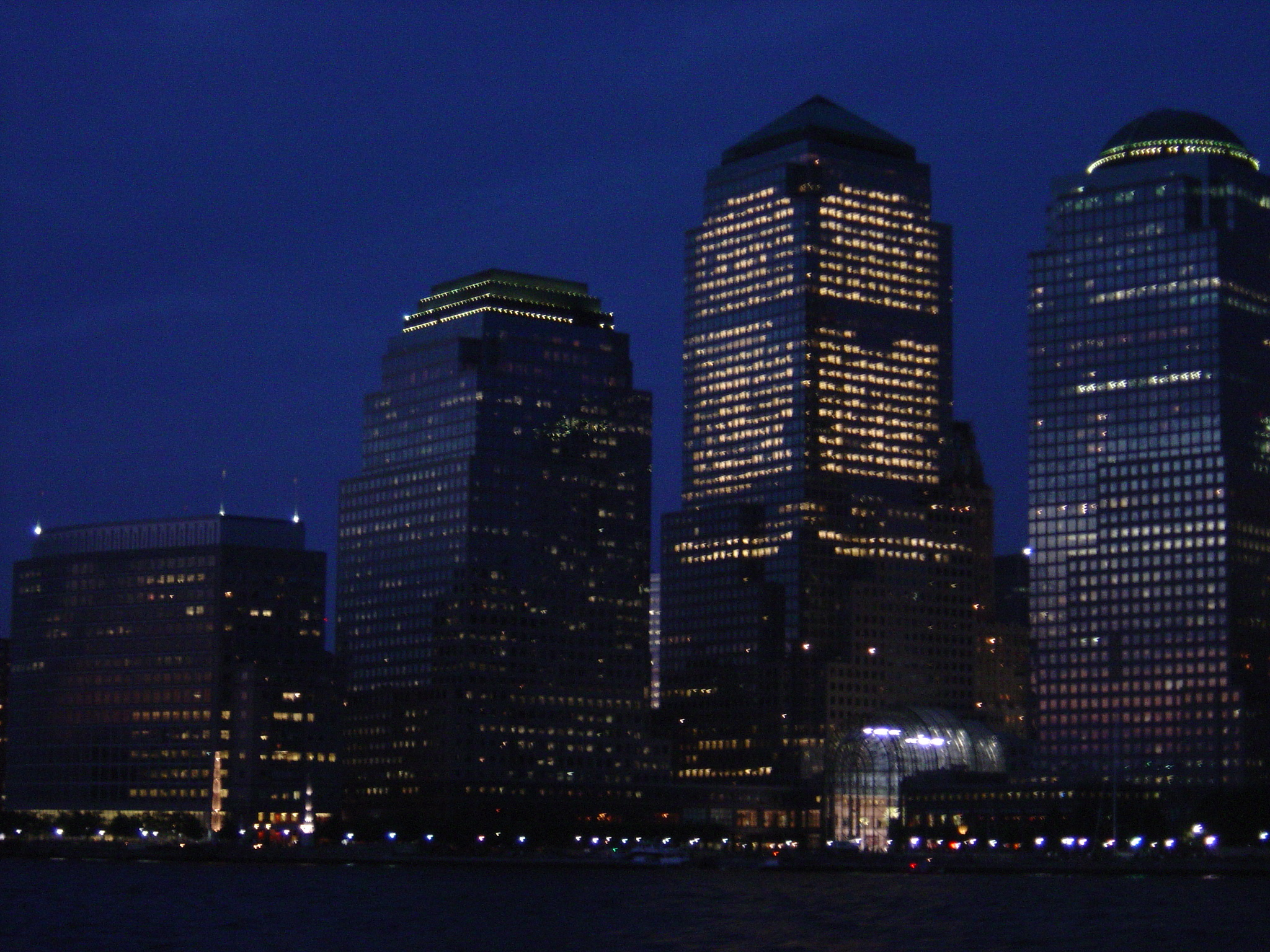
Os prédios vistos do Rio Hudson de noite